# Global Engine Alliance

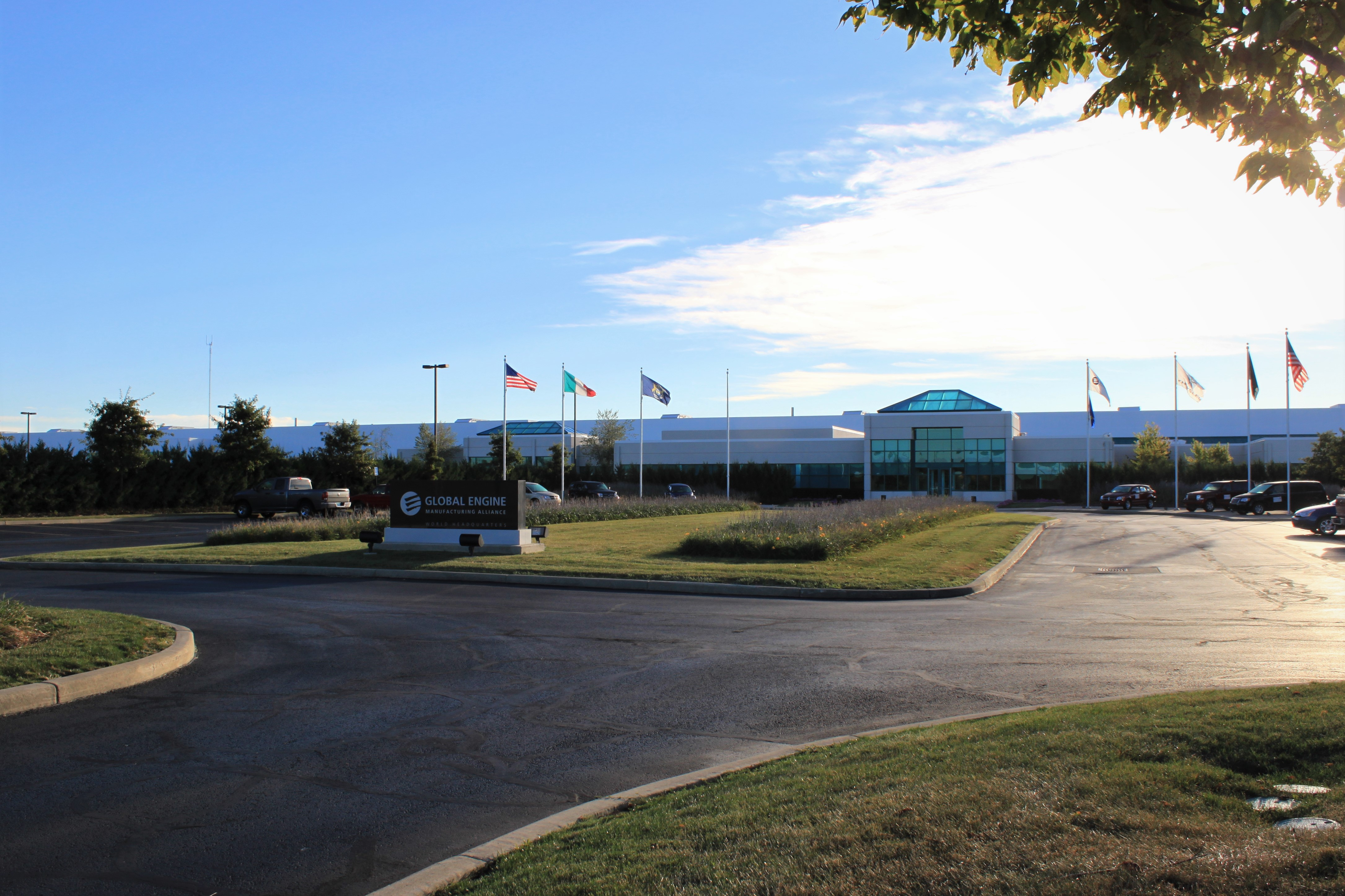
Siedziba Global Engine Manufacturing Alliance

GEMA - Global Engine Manufacturing Alliance, GEMA World Engine – joint venture powołane przez Chryslera, Hyundai Motor Company i Mitsubishi Motors, w celu produkcji silników. Firma podjęła produkcję w 2005 i docelowo w 2012 ma produkować 2 mln silników rocznie, które mają być stosowane w 20 różnych modelach powyższych koncernów. 
Obecnie ma 5 fabryk : 2 w USA w Dundee w stanie Michigan, 2 w Korei Południowej i 1 w Shiga w Japonii.
Obecnie silniki GEMA stosowane są w następujących modelach:
- Dodge Caliber
- Dodge Avenger
- Chrysler Sebring
- Jeep Compass
- Jeep Patriot
- Mitsubishi Outlander
- Mitsubishi Delica
- Mitsubishi Lancer
- Mitsubishi Lancer Evolution